# NGC 2442
NGC 2442 är en stavgalax i stjärnbilden Flygfisken. Den upptäcktes den 8 december 1834 av John Herschel. 